# Sant Pere i Sant Pau
|  | Aquest article tracta sobre el barri tarragoní. Vegeu-ne altres significats a «Solemnitat de Sant Pere i Sant Pau». |

Sant Pere i Sant Pau és un barri de la ciutat de Tarragona, a la comarca del Tarragonès. Està situat entre la carretera N-240 i l'autopista AP-7, 1 km al nord del centre de la ciutat.
Els seus orígens es remunten als anys 60, quan el barri es va començar a formar com una petita urbanització. Actualment, és el segon barri més gran de la ciutat; ja que l'any 2019 tenia 16.694 habitants.
Sant Pere i Sant Pau, destaca a l'esport de la província pel seu equip masculí de Voleibol, el Club Voleibol Sant Pere i Sant Pau. També és conegut pel fet de tenir una colla castellera pròpia.

## Cronologia
- 1961: S'inicia la urbanització de Sant Pere Sescelades per a desallotjar a part dels barraquistes de la platja del Miracle. L'església, en col·laboració amb l'ajuntament, inicia la construcció de 48 habitatges socials.
- 1964: Finalitza la construcció dels 48 habitatges socials pel Patrimoni Municipal de l'Habitatge a la Muntanyeta de Sant Pere Sescelades.
- 1967: Finalitza la construcció de nous blocs en la Muntanyeta de Sant Pere Sescelades i també acaben les obres de construcció d'un gran dipòsit municipal d'aigua.
- 1968: Constitució de la cooperativa Sant Pere i Sant Pau. Inicialment integrada per 1.560 socis.
- 1972: Entrega dels 1.560 habitatges de la 1a promoció de Sant Pere i Sant Pau. S'habiliten diversos baixos comercials destinats a aules escolars. I també, la Fundació de la Unió Deportiva de Sant Pere i Sant Pau.
- 1973: La Cooperativa de Sant Pere i Sant Pau és distingida amb el títol d'exemplar.
- 1975: Entrega dels 156 habitatges de 2a promoció de Sant Pere i Sant Pau, corresponent a l'edifici Europa. I també acaba la construcció del temple parroquial i es dota al barri d'una brigada de guàrdia de bombers.
- 1975: S'inauguren les instal·lacions de l'Escola d'Art i Disseny de Tarragona a la Zona Educacional.[1]
- 1976: Entrega dels 288 habitatges de la 3a promoció de Sant Pere i Sant Pau. Finalitza la construcció del 1r col·legi públic de Sant Pere i Sant Pau, situada a la mateixa zona.
- 1978: Entrega dels 580 habitatges de la 4a promoció de Sant Pere i Sant Pau. Constitució de la "Peña La Amistad", el Club Deportiu de Sant Pere i Sant Pau. Presentació de la candidatura "Gestió Democràtica" a les eleccions de la Junta Rectora de la Cooperativa de Sant Pere i Sant Pau.
- 1979: Es denuncia en la premsa local les greus dificultats de comunicació que imposa la carretera del Pont d'Armentera a Sant Pere i Sant Pau.
- 1980: Inauguració del local provisional de la Llar de Jubilats, situat en la plaça de la 4a promoció del barri. Segones eleccions democràtiques per a la renovació de la Junta Rectora de la Cooperativa de Sant Pere i Sant Pau.
- 1981: Històric quatre de vuit dels Xiquets de Tarragona a la plaça Catalunya de Sant Pere i Sant Pau. Inauguració del local definitiu de la llar de jubilats, promogut per La Caixa. Entrega dels 824 habitatges construïts per la Cooperativa UTECO. Són habitats els 112 habitatges de la recent construïda Casa Cuartel de la Guàrdia Civil. La Junta Rectora de la Cooperativa de Sant Pere i Sant Pau comença a considerar la possibilitat de traspassar els serveis de la cooperativa a l'ajuntament.
- 1982: Serioses discrepàncies en les converses per traspassar al municipi els serveis comunitaris de la Cooperativa de Sant Pere i Sant Pau. Fundació del Club Voleibol Sant Pere i Sant Pau.
- 1983: Entrega dels 105 habitatges construïts per la Cooperativa Tàrraco.
- 1984: L'ajuntament i la cooperativa de Sant Pere i Sant Pau arriben a un acord per al traspàs dels serveis de clavegueram, aigua, enllumenat públic, i reparació dels vials i carrers. Resta pendent el traspàs del servei de neteja dels vials i el manteniment dels jardins, a realitzar, en principi, quan es constitueixi l'Entitat de Conservació. Els procés de constitució de l'Entitat de Conservació queda aturat, de la mateixa manera succeeix poc després amb el cas de La Granja, degut a una intensa campanya en contra per una esquerra extraparlamentària.
- 1985: Es constitueix l'Associació de veïns Sant Pere i Sant Pau. El boicot dels autobusos com a mesura de protesta per a denunciar la pujada del preu del bitllet, afavorida per la Federació d'Associacions de Veïns, arriba a Sant Pere i Sant Pau amb l'èxit més sonat de tots els barris, amb una participació del 100%. L'Associació de veïns pren el relleu de l'organització de festes populars del barri.
- 1986: Creació de l'emissora de ràdio municipal de Sant Pere i Sant Pau, en l'edifici Mèxic de la 4a promoció. Creació del Centre Municipal de Serveis Socials de Sant Pere i Sant Pau.
- 1990: Fundació de la Colla Castellera de Sant Pere i Sant Pau.
- 1991: Es produeix la inauguració del local social de l'Associació de Veïns de Sant Pere i Sant Pau, en la Torre de San Pau de la 1a promoció. Inauguració del pavelló poliesportiu de Sant Pere i Sant Pau, situat a la 4a promoció.
- 1992: Creació del tan demanat ambulatori de Sant Pere i Sant Pau, situat en la 2a promoció, al costat de la plaça Catalunya. Es constitueix una nova associació de veïns en el barri, denominada Associació de Veïns La Unió.
- 1993: Inauguració del Centre Cívic de Sant Pere i Sant Pau, situat en la zona sud del barri.
- 1995: Remodelació de l'enllumenat públic de Sant Pere i Sant Pau, per l'Ajuntament de Tarragona.
- 1996. S'inaugura el local social en la 4a promoció de l'Associació de Veïns La Unió.
- 1997: Ampliació del Pla Global, dels 1.010 habitatges Tàrraco. Aprovació del projecte del nou estadi de la Unió Deportiva de Sant Pere i Sant Pau.
- 2000: Es realitza la 1a subhasta pública per a la construcció del nou estadi de la Unió Deportiva, al març, i quedà paralitzat. Un cop feta la subhasta, ho agafa una empresa, i l'octubre del 2000 comencen les obres per a realitzar el nou estadi de la Unió Deportiva de Sant Pere i Sant Pau. Inauguració de la reformada carretera Avinguda dels Països Catalans, que travessa la zona educacional.
- 2001: S'inauguren els nous edificis de l'Escola Superior d'Enginyeria de la Universitat Rovira i Virgili. Es completa el Campus Sescelades amb diverses facultats.[2]
- 2003: L'Institut Català d'Investigació Química inicia les seves activitats a la part més al sud de tot el barri, a tocar de la N-240.[3]
- 2021: La plaça dels Països Catalans queda connectada amb un carril bici al centre de la ciutat.[4]

## Monuments de Sant Pere i Sant Pau
Sant Pere i Sant Pau destacà, al llarg dels anys setanta, per voler impulsar un urbanisme menys desordenat del que es feia aleshores i, en aquest sentit, marcà unes pautes que després desenvoluparen els altres barris de Tarragona.
La Cooperativa que al principi gestionava els habitatges de la zona, fou la promotora també, dels seus monuments. El primer es va dedicar a la Sardana i s'inaugurà el 29 de juny de 1973. Aquells dies se celebraven per segona vegada les festes patronals del barri, i el monument, situat entre la torre de Sant Pere i la torre de Sant Pau, constituí un dels seus primers signes d'identitat. L'arquitecte reusenc Josep Piqué Iserte dissenyà uns perfils de dansaires fets sobre planxes de ferro retallades i, com diu la dedicatòria, representà un homenatge a la cooperació, per deferència dels arquitectes i aparelladors de la Ciutat Cooperativa. L'obra es va retirar a finals d'octubre de l'any 2000, molt deteriorada pel pas del temps i la qualitat del material, i es plantejà substituir-la per una rèplica.
Aquell mateix 29 de juny de 1973, també es va inaugurar un petit monòlit, davant de la torre de Santiago, en memòria de Manuel Allón Padilla, un obrer de la construcció mort en accident de treball al barri, dos anys abans.

El 1976, amb motiu d'una reunió de cooperativistes europeus, es col·locà a prop del bloc Europa, una obra de grans dimensions, obra de l'escultor Ramon Ferran i Pagès, i fosa en bronze al taller de foneria Ginfer de Reus, amb una enorme inscripció que diu:
| « | A Carlos de / Gante Rey / de las Españas / y emperador / de Occidente | » |

A la banda esquerra hi ha un alt relleu, amb el cap de l'emperador mirant altiu cap al cel, i a sobre seu, l'àliga imperial.
Més directament relacionat amb el cooperativisme és el que s'inaugurà el 26 de juny de 1978, coincidint amb el lliurament de la IV promoció d'habitatges, a la plaça de la Cooperació, davant del bloc Equador: un monument dedicat a Antoni Fabra i Ribas (1879-1958), un dels creadors de la primera Federació de Cooperatives de l'Estat espanyol. Fabra havia format part activa en les protestes contra la guerra del Marroc (1909) i durant un dels seus forçats exilis a França es relacionà amb dirigents socialistes, sindicalistes i cooperativistes europeus, i fou redactor de L'Humanité. Durant la Segona República espanyola fou diputat i tingué diversos càrrecs governamentals, a més a més d'actuar com a conseller de Largo Caballero. Exiliat altre cop el 1939, fundà cooperatives a Colòmbia i altres països de l'Amèrica del Sud. Tornà a Catalunya als anys cinquanta. El monument consisteix en una gran pedra en forma de mola, a la qual s'hi adherí una gran làpida de bronze, obra també de Ramon Ferran, on hi ha un relleu amb el rostre de l'homenatjat i la dedicatòria.